# True Jackson, VP
True Jackson, VP, op Nickelodeon Nederland omgedoopt tot kortweg True Jackson in de bumpers, was een Amerikaanse televisieserie, die uitgezonden wordt op Nickelodeon. De serie wordt in de Verenigde Staten sinds 2008 uitgezonden. De serie is een creatie van Andy Gordon. De titelsong is gecomponeerd door Toby Gad en Keke Palmer. De serie stopte op 20 augustus 2011 met de finale Mystery in Peru (Mysterie in Peru).

## Verhaal
De serie, die zich afspeelt in New York, gaat over een vijftienjarig meisje genaamd True Jackson. Onverwachts wordt haar een baan als vicepresident bij het modebedrijf Mad-style aangeboden, als ze sandwiches verkoopt in het Mad-style gebouw en wordt opgemerkt door Max Madigan, directeur van het bedrijf. Hij merkte True's kleding op, die ze zelf had bewerkt. Een andere medewerker van Mad-Style, Amanda Cantwell (voorheen het lievelingetje van Max) is stikjaloers dat zij nu niet meer de jongste werknemer is en wil koste wat het kost True laten ontslaan. True krijgt al meteen een eigen kantoor en assistente en mag direct beginnen met het ontwerpen van een kleding- en accessoirelijn. Haar vrienden Lulu en Ryan komen regelmatig langs voor de gezelligheid en om te helpen.
In eerste instantie denkt True dat ze de baan niet aankan, en als ze ontdekt dat bijna iedereen van het personeel haar wantrouwt, wil ze ontslag nemen. Op dat moment verschijnt Max Maddigan's neefje Jimmy, tevens de postjongen van Mad-Style, en haalt hij True over om te blijven en niemand over zich heen te laten lopen. Ze krijgt weer zelfvertrouwen en ontslaat haar huidige assistente om haar vervolgens te laten vervangen door Lulu.

## Rolverdeling
| Personage               | Acteur/actrice   | Nederlandse stemacteur/actrice |
| ----------------------- | ---------------- | ------------------------------ |
| True Jackson            | Keke Palmer      | Talita Angwarmasse             |
| Lulu                    | Ashley Argota    | Rosanne Thesing                |
| Ryan Leslie Laserbeam   | Matt Shively     | Daan Loenen                    |
| Max Madigan             | Greg Proops      | Jan Nonhof                     |
| Amanda Cantwell         | Danielle Bisutti | Hymke de Vries                 |
| Jimmy Madigan           | Robbie Amell     | Erik van der Horst             |
| Oscar                   | Ron Butler       | Jerrel Houtsnee                |
| Mikey J.                | Trevor Brown     | ?                              |
| Kelsey                  | Jordan Monaghan  | ?                              |
| Kopelman                | Dan Kopelman     | ?                              |
| lerares Ms. Patti Parks | Joy Osmanski     | ?                              |
| Doris Madigan-Aidem     | Melanie Paxson   | Melise de Winter               |

## Personages en hoofdpersonen
True JacksonHoofdpersoon True is de nieuwe vicepresident van Mad-Style en is met een leeftijd van 15 jaar tevens de jongste werknemer van het bedrijf. True stort zich volledig in haar functie en is constant op het Mad-Style-kantoor te vinden. Ze kan zich behoorlijk naïef opstellen en ziet altijd het beste in mensen. True is zachtaardig en hardwerkend van aard, maar ze kan ook vreselijk uitvallen waarbij ze roept: 'Zeg dat nog eens?!'.
LuluLulu is de beste vriendin van True. Ze is een erg hyperactief persoon, komt niet altijd even intelligent over, is snel afgeleid en stelt erg vaak vragen. Ze is erg goed in wiskunde en hielp Max Madigan met zijn accountant die later de Kerstman bleek te zijn. Lulu heeft een levendige fantasie en droomt ook regelmatig over een witte, pratende pony die van wafels houdt. Lulu is verliefd op Mikey J.
Ryan LaserbeamRyan is True's beste vriend. Hij heeft geen vaste baan bij Mad-style, maar komt regelmatig buurten bij True. Wel heeft hij een tijdje als webdesigner gewerkt voor Mad-styles website. Ook Ryan komt niet altijd even intelligent over. Hij is erg paranoia, raakt snel in paniek en is geobsedeerd door draken, hij is een grote fan van Spookiefilms en verdenkt bijna iedereen ervan een spion te zijn voor de CIA, of een robot te zijn.
Amanda CantwellAmanda is een medewerkster van Mad-Style en ziet True als haar grote rivaal. Ze kan erg kil en arrogant overkomen en onderneemt regelmatig pogingen om True uit het bedrijf te schoppen. Toch zien Amanda en True elkaar wel als vrienden en komt Amanda regelmatig voor haar op. Amanda geeft True vaak raad over allerhande zaken.
James "Jimmy" MadiganJames is de postjongen van Mad-Style en tevens Mr. Madigans neefje. Hij drumt in een band genaamd Vuur en IJs (vroeger 'Diarree' genaamd) . Hij komt af en toe opdagen als True met problemen zit en voorziet haar dan van advies. True is sinds ze bij Mad-Style werkt smoorverliefd op hem en waarschijnlijk is dat gevoel wederzijds.
Max MadiganMax Madigan is de eigenaar van Mad-Style. In een impulsieve bui heeft hij True een baan aangeboden als vicepresident en is nog altijd blij met deze actie. Max is een vrije geest en is verre van de stijve en correcte persoon die veel mensen in eerste instantie in hem zien. Een terugkerend element in de serie is dat Max' (door hem afzichtelijk gevonden) porseleinen paardenbeeld continu gebroken wordt, door toedoen van Amanda, Ryan maar vooral door Oscar. Oscar vervangt dit beeld dan steeds achter Max' rug om. Max is multimiljardair.
OscarOscar is de ietwat verwijfde receptionist. Hij laat mensen veelal over zich heen lopen en is niet echt zelfverzekerd. Hij kan het goed vinden met True en steunt haar af en toe als ze het nodig heeft. Hij en Amanda zijn stiekem gek op sciencefictionseries. Als Oscar liegt tegen mensen, ruiken ze aan zijn hoofd of het waar is of niet.
Mikey J.Mikey is een erg verlegen persoon hij is sinds kort het vriendje van Lulu. Zijn pa heeft een stoel waar niemand op mag gaan zitten. Uiteindelijk wordt de stoel kapotgemaakt door Ryan. Mikey wordt vaak genoemd in de serie en komt bij deze dan ook voor. Hij is erg onzeker, vooral qua relaties. Dat zie je vooral doordat hij vragen stelt aan Lulu wat hij moet doen of niet, om er achter te zeggen: 'Ik weet niet goed hoe het werkt.'.
KelseyKelsey is een meisje bij True op school. Ze is ook Ryan's aan-en-uitvriendinnetje en eerder in de serie hield ze Ryan altijd voor de gek door telkens te zeggen: "Die gozer heet toch Carl?'.
KopelmanKopelman is een werknemer bij Mad-Style. Als Mr. Madigan boos is, reageert hij dat bijna altijd af op hem. Hij wordt vaak onnodig naar de gang gestuurd of anderzijds afgestraft. Dat Max een hekel aan Kopelman heeft, komt omdat Max vroeger een keer een historisch kledingontwerp showde op de rode loper, en Kopelman hem uitlachte. Kopelman krijgt van alles de schuld en wordt, ook door het gedrag van Max, vaak door anderen gehaat. Kopelman praat nooit, hij is vaak aan het eten en is een running gag in de serie.
Ms. Patti ParksZij is de leraar van True, Lulu, Ryan, Mikey J., Kelsey en andere klasgenoten. Ze is soms erg streng en ze is niet echt dol op Ryan. Ze laat hem vaak nablijven en een keer moest zelfs Mr. Madigan blijven zitten bij haar om na te denken over wat hij had gedaan. In de aflevering "True Drama", zegt ze dat ze opeens de lunchdame, conciërge en de leider "the Drama Club" is.
Doris Madigan-AidemZij is de vrouw van Max Madigan. Ze is erg druk, en ze is de bibliothecaresse van de school van True en co. Mr. Madigan zegt telkens dat ze doodnormale dingen nog nooit heeft gedaan, zoals "op een draaistoel zitten" en "roomijs eten".

## Noemenswaardige gastrollen
| Personage                                      | Acteur/actrice        |
| ---------------------------------------------- | --------------------- |
| Fire Marshal O'Dannon                          | Richard Karn          |
| Larry Jackson, True's vader                    | Kelly Perine          |
| True's moeder                                  | Vivica A. Fox         |
| True's Tante                                   | Lisa Carper           |
| Pinky Turzo                                    | Jennette McCurdy      |
| Shelly, True's vriend                          | Taylor Parks          |
| Dakota North, een supermodel                   | Nathalia Ramos        |
| Cricket, True's voormalige assistent           | Suzy Nakamura         |
| Simon Christini, Max's oude rivaal             | Andy Richter          |
| Dave, een van Amanda's assistenten             | David Anthony Higgins |
| Claire Underwood, een van Amanda's assistentes | Julie Bowen           |
| Ted Begley, Jr.                                | Dave Foley            |
| Rose Pinchbinder                               | Julie Warner          |
| Justin Webber                                  | Tyler James Williams  |
| Chad Brackett                                  | Stephen Dunham        |
| Jonge True                                     | Willow Smith          |
| Jenna Lutrall                                  | Arden Myrin           |
| Sophie Girard                                  | Gail O'Grady          |
| Justin                                         | Tyler James Williams  |
| Kyla                                           | Janel Parrish         |
| Vivian                                         | Victoria Justice      |
| Kreuftlv                                       | Nicole Sullivan       |
| Natasha Bedingfield                            | zichzelf              |
| Justin Bieber                                  | zichzelf              |
| John Cena                                      | zichzelf              |
| Ryan Sheckler                                  | zichzelf              |
| Leon Thomas III                                | zichzelf              |

## Opnamelocaties
- De binnenopnames van Mad Style vonden plaats in de studio bij stage 25 van de Paramount Studios in Hollywood. De buitenshots van het modebedrijf en kantoor van Mad Style vond plaats rond om de 1251 Avenue of the Americas (Exxon Building) in New York.
- De locatie van de school bevindt zich op het terrein van de Paramount Studios. De binnenopnames werden opgenomen in de studio, en het buitenshot van de school werd opgenomen op het terrein van de Paramount Studios.
- In aflevering vier van seizoen 2 gaat True samen met Lulu en Ryan naar een waarzegster. De binnenopnames werden opgenomen in de studio. Het buitenshot werd opgenomen op 178 Prince Street in New York.

### Galerij

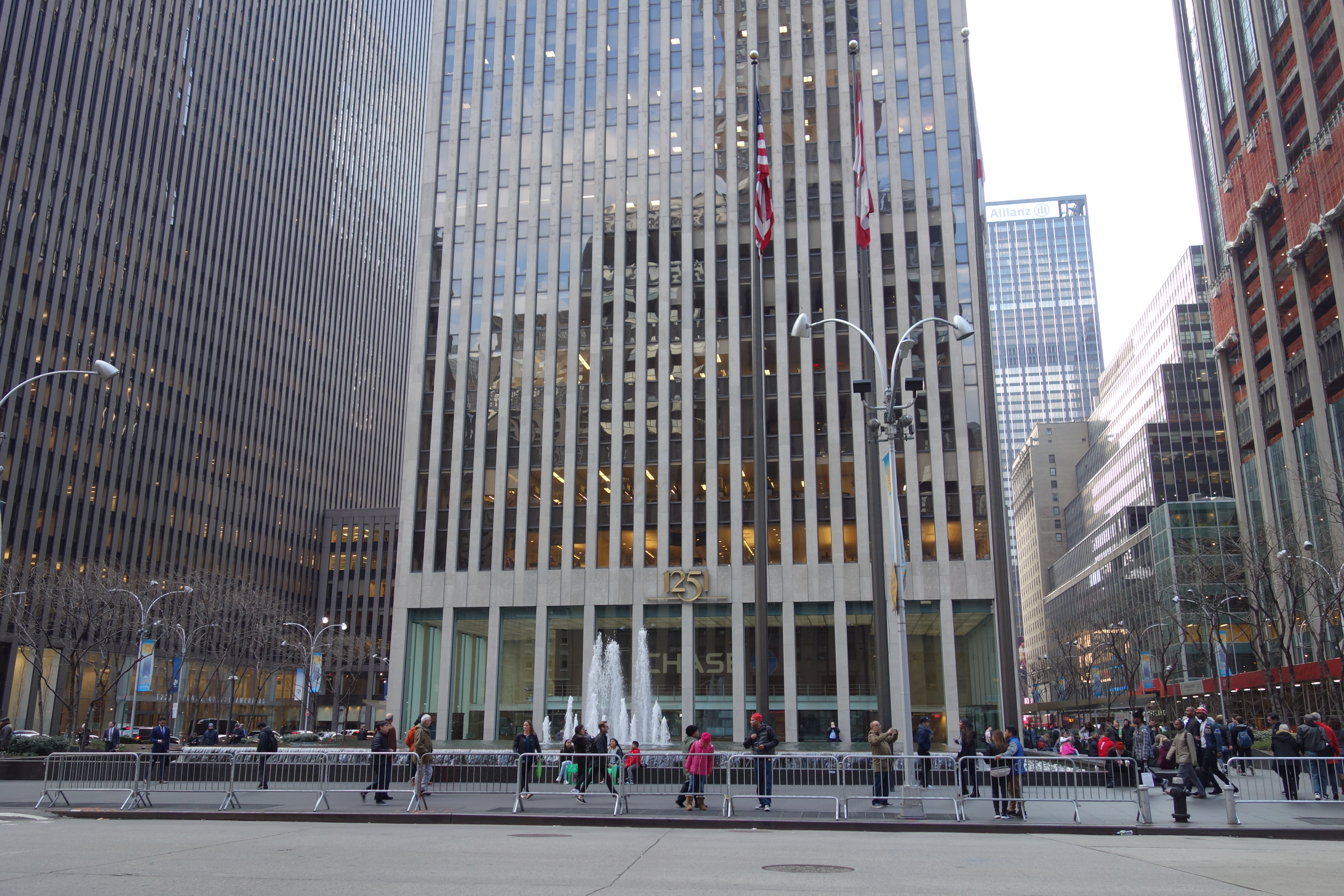
Locatie uit de serie, het modebedrijf en kantoor van Mad Style uit de serie in New York, in werkelijkheid de 1251 Avenue of the Americas

## Trivia
- Een van de executive producers, Dan Kopelman, speelt zelf een kleine rol in de serie. Hij speelt simpelweg Kopelman, een medewerker die steeds wordt weggestuurd door Max Madigan, een running gag.